# 南溟黎公祠
南溟黎公祠，位于中国广东省广州市海珠区官洲街道仑头社区仑头村仑头公园内，为广州市的一个市、县级文物保护单位，类型为古建筑，公布时间为2002年7月。
南溟黎公祠的历史年代为清代。